# Boby na Zimních olympijských hrách 1928
Na II. Zimních olympijských hrách se závodilo, podobně jako před čtyřmi lety, v soutěži čtyřbobů. Závodištěm byla 1.570 metrů dlouhá dráha Bobsleigh-Run, která měla převýšení 120 metrů a 16 zatáček. Mezinárodní bobová federace IBSF se rozhodla zavést styl jízdy zvaný «ventre à terre», při kterém posádka leží na bobu směrem dopředu. Podobně jako roku 1924, i ve Svatém Mořici bylo povoleno absolvovat závody se čtyřčlennou nebo pětičlennou posádkou. Všechny posádky pak závody absolvovaly s maximálně možným počtem povolených závodníků. Již však následujícího roku byl styl «ventre à terre» kvůli bezpečnosti závodníků zakázán a navíc bylo nově nařízeno absolvovat závody s přilbou.
Posádky měly původně podle rozpisu absolvovat čtyři jízdy, ale díky oblevě a následným posunům v olympijském programu byly nakonec odjety pouze dvě jízdy. Prvá dvě místa obsadily posádky ze Spojených států a potvrdily tak své výborné tréninkové časy. Na třetím místě skončili bobisté Německa a získali tak pro svou zemi historicky první olympijskou medaili ze zimních her. Obě původně přihlášené posádky z Československa odřekly svoji účast na olympiádě a složily odstupné. První bob Rakouska při své druhé jízdě ztratil jednoho člena posádky a byl diskvalifikován. Z 25 původně přihlášených posádek jich tak bylo klasifikováno 22.
Americký bobista William Fiske se stal nejmladším mužským vítězem na zimních olympijských hrách se svým věkem 16 let a 260 dní. Tento primát mu vydržel až do roku 1992, kdy ho překonal finský skokan Toni Nieminen, který byl v době svého olympijského vítězství o jeden den mladší.
Člen posádky prvého bobu Spojených států, Jennison Heaton, získal ke stříbru z bobů i zlato ve skeletonu a stal se jedním z nejúspěšnějších sportovců těchto her.

## Medailové pořadí zemí
| Pořadí | Země                         | Zlato | Stříbro | Bronz | Celkově |
| ------ | ---------------------------- | ----- | ------- | ----- | ------- |
| 1.     | Spojené státy americké (USA) | 1     | 1       | 0     | 2       |
| 2.     | Německo (GER)                | 0     | 0       | 1     | 1       |
|        | Celkem                       | 1     | 1       | 1     | 3       |

## Medailisté

### Muži
| Disciplína | Zlato | Výkon  | Stříbro                                                                                                | Výkon  | Bronz                                                                                    | Výkon  |
| ---------- | --- | ------ | --- | ------ | ---------------------------------------------------------------------------------------- | ------ |
| pětibob    | Spojené státy americké (USA) · William Fiske · Nion Tocker · Charles Mason · Clifford Gray · Richard Parke | 3:20,5 | Spojené státy americké (USA) · Jennison Heaton · David Granger · Lyman Hine · Tjomas Dow · Jay O'Brien | 3:21,0 | Německo (GER) · Hans Kilian · Valentin Krempl · Hans Hess · Sebastian Huber · Hans Nägle | 3:21,9 |